# Scourie
Scourie (gaèlic escocès Sgobharaidh, històricament escrit "Scoury") és un poble en la costa nord-occidental d'Escòcia, aproximadament a mig camí entre Ullapool i Durness. Està al comtat tradicional de Sutherland, avui part de la regió de les Terres Altes, i la població del poble està just per sobre dels dos-cents habitants. És coneguda com el lloc de naixement d'Hugh Mackay, un general britànic del segle xvii. El nom prové del gaèlic per Shed Sheiling - un lloc construït en pedra per a protecció usat en els mesos d'estiu.
La propera illa d'Handa és una reserva natural i el lloc d'una gran colònia d'ocells marins, incloent frarets atlàntics, estercoràrids, somorgollaires i gavots. Les palmeres en els terrenys de Scourie House prop del port es diu que són els exemplars més al nord del món que no creixen en condicions artificials. No obstant això, aquesta és una concepció errònia. Les "palmeres" en aquests terrenys són de fet Cordyline australis, un arbre originari de Nova Zelanda que es troba a les terres baixes i en zones muntanyenques. En el Regne Unit és conegut com a "Torbay Palm" o "Cornwall Palm".
El poble té establiments per a turistes i diversos hotels petits, inclòs el Scourie Hotel, Bed and breakfast i un cámping. No obstant això, tots tanquen des d'octubre a març a part del Scourie Guest House que està obert tot l'any. Fora de temporada, el lloc amb serveis més proper de restaurants i allotjaments és Ullapool.
Pescar és una atracció popular a causa del gran nombre de lochs d'aigua dolça d'aquesta remota regió.
Scourie alberga els partits d'un equip de shinty, Kinlochbervie Camanachd Club.